# 歌川芳満
歌川 芳満（うたがわ よしみつ、天保8年4月20日〈1837年5月24日〉 - 明治43年〈1910年〉2月18日）とは、江戸時代末期から明治時代にかけての浮世絵師、職人。

## 来歴
歌川国芳の門人。本姓は犬飼、幼名健吉。通称平兵衛。歌川の画姓を称し一敬斎、一教斎、 円阿弥、孤山堂卓郎と号す。俳名は唯紋。江戸の生れで呉服上絵職の松屋平兵衛の三男。12歳で国芳に入門人するが、父の跡を継いで上絵職となった。明治16年（1883年）、五代目尾上菊五郎の用いる不動明王の肉襦袢を描き評判を得、明治19年（1886年）には九代目市川團十郎のために肉襦袢を描いた。俳句もよくした。享年74。墓所は文京区本駒込の養昌寺、法名は鶴翁平林居士。

## 作品
- 「仮名手本忠臣蔵十一段一覧」　大判錦絵3枚続　※安政3年（1856年）